# École d'Assas
Pour les articles homonymes, voir Assas.
 (juillet 2014).
L'école d'Assas est un établissement privé d'enseignement supérieur créée en 1936 qui forme des kinésithérapeutes, des podologues et des ergothérapeutes. Compte tenu de l’exigence de ces formations paramédicales, l’école est soumise au contrôle de l’État via le ministère de la Santé. Elle est agréée par la région Île-de-France.

## Historique
L’école d'Assas est créée en 1936 à Paris, par Blanche Bruneau, au premier étage d'un immeuble situé au 28, rue d'Assas. À l'époque, l'établissement est déclaré sous le nom de « Centre d'enseignement pratique de massothérapie, infirmerie, pédicurie » (CEPM). L'école se donne pour but de donner aux étudiants, sous la direction et la surveillance des médecins et de professeurs diplômés spécialisés, l'éducation professionnelle nécessaire à la carrière d'infirmier masseur ou d'infirmière masseuse. 
Dès 1938, sa fondatrice prévoyant avec ses collaborateurs l'évolution de la profession, demande au ministère de la Santé l'agrément officiel de son école. La guerre, sans interrompre les cours, arrête la marche des formalités et l'agrément n'est obtenu qu'en juin 1944 pour l'école de massothérapie et pédicurie, complètement distincte de l'infirmerie à laquelle Blanche Bruneau renonce. 
C'est en 1958 que le ministère de la Santé publique et de la population par arrêté du 10 janvier 1958, autorise le changement de nom de l'école qui portera désormais le nom d'École d'Assas - centre d'enseignement pratique de masso-kinésithérapie et pédicurie. 
L’École est reprise dans les années 1960 par le docteur Leclerc, neuro-orthopédiste à l'Hôpital Saint-Vincent-de-Paul, associé au docteur Gérard Alexandre, chirurgien orthopédiste. 
À la suite du décès du docteur Leclerc, c'est le docteur Alexandre et son épouse qui reprennent l’école. À cette époque, la durée des études est de deux ans en masso-kinésithérapie et d'un an en pédicurie.
En 1969, les études de masso-kinésithérapie passent à trois ans. 
En 1972, l'école déménage au 56, rue de l’Église, dans le XVe arrondissement de Paris.
En 1974, le diplôme d’État de pédicure-podologue est délivré après deux années d'études.
En 1991, les études de pédicurie-podologie passent à trois ans.
Lorsque les époux Alexandre partent en retraite en 2007, l'Ecole est reprise d'abord par Geoffroy De Tilly Blaru puis en 2011 par un groupe spécialisé dans les formations paramédicales en France et en Europe, elle est alors dirigée par Frédérick Fabry.
En 2013, la réforme des études de pédicurie-podologie confère au diplôme d’État le grade Licence.
L'année 2014 voit l'ouverture de l'antenne de l'IFMK à Saint-Quentin-en-Yvelines.
En 2015, les études de masso-kinésithérapie passent à quatre années avec obligation d'une année universitaire préparatoire, soit cinq ans d'études.
L'année 2018 voit l'ouverture d'un institut de formation en ergothérapie à Saint-Quentin-en-Yvelines.
En 2022, le grade de Master est attribué aux nouveaux diplômés en masso-kinésithérapie

## Formations dispensées
Aujourd'hui, l'École d'Assas regroupe trois instituts de formation :
- l'institut de formation en masso-kinésithérapie (IFMK) ; Directrice Danièle Maille
- l'institut de formation en pėdicurie-podologie (IFPP) ; Directeur Jean-Pascal Beaumont
- l'institut de formation en ergothérapie (IFE) ; Directrice Danièle Maille

## Admission
L'admission à l'École d'Assas se fait par différentes voies : 
- en pédicurie-podologie : par parcoursup.
- en ergothérapie : par parcoursup.
- en masso-kinésithérapie : par une entrée universitaire dans une filière sciences, Staps, L.AS ou PASS validée par 60 ECTS.

## Diplômes d'État délivrés
L'Ecole d'Assas dispose d'un agrément de la région Île-de-France lui permettant de préparer chaque année 124 étudiants au diplôme de masseur-kinésithérapeute, 60 étudiants au diplôme de pédicure-podologue et 30 étudiants en ergothérapie.
Les étudiants de pédicurie-podologie obtiennent leur diplôme d’État, après trois années d'études et de 180 crédits européens ECTS et le grade de licence.
Les étudiants en masso-kinésithérapie obtiennent leur diplôme d’État après une année universitaire validée puis quatre années d'études et 240 ECTS et le grade Master.
Les étudiants en ergothérapie obtiennent leur diplôme d’État après trois années d'études et 180 ECTS et le grade de licence.

## La clinique de soins
L'École d'Assas dispose d'une clinique de soins en pédicurie-podologie. Les étudiants, dans le cadre légal de leur formation, dispensent des soins et confectionnent des semelles, encadrés par des professionnels.

## Apprentissage et formation continue
L'institut de formation en masso-kinésithérapie propose à ses étudiants, à partir de la deuxième année, de poursuivre leur formation par l'apprentissage. 
L'École propose aux masseurs-kinésithérapeutes et pédicures-podologues en exercice, de compléter leur formation initiale avec des sessions de formation continue proposées par Assas formation continue .

## Action sociale et humanitaire
L’École et son institut de formation en pédicurie-podologie proposent des soins gratuits aux femmes atteintes de cancer en partenariat avec la fondation Ereel.